# IC 1462
IC 1462 ist ein Stern im Sternbild Pegasus. Das Objekt wurde am 7. November 1885 von Guillaume Bigourdan entdeckt und wurde wahrscheinlich irrtümlich für eine Galaxie gehalten.